# Fawn Grove
Fawn Grove est un borough situé au sud du comté de York, en Pennsylvanie, aux États-Unis,. En 2010, il comptait une population de 452 habitants, estimée au 1er juillet 2020 à 471 habitants. Le borough est fondé en 1763 et incorporé le 6 juin 1881.

## Démographie
Lors du recensement de 2010, le borough comptait une population de 452 habitants. Elle est estimée, en 2020, à 471 habitants.